# Manurhin MR 96
 (novembre 2017).
Si vous disposez d'ouvrages ou d'articles de référence ou si vous connaissez des sites web de qualité traitant du thème abordé ici, merci de compléter l'article en donnant les références utiles à sa vérifiabilité et en les liant à la section « Notes et références ».

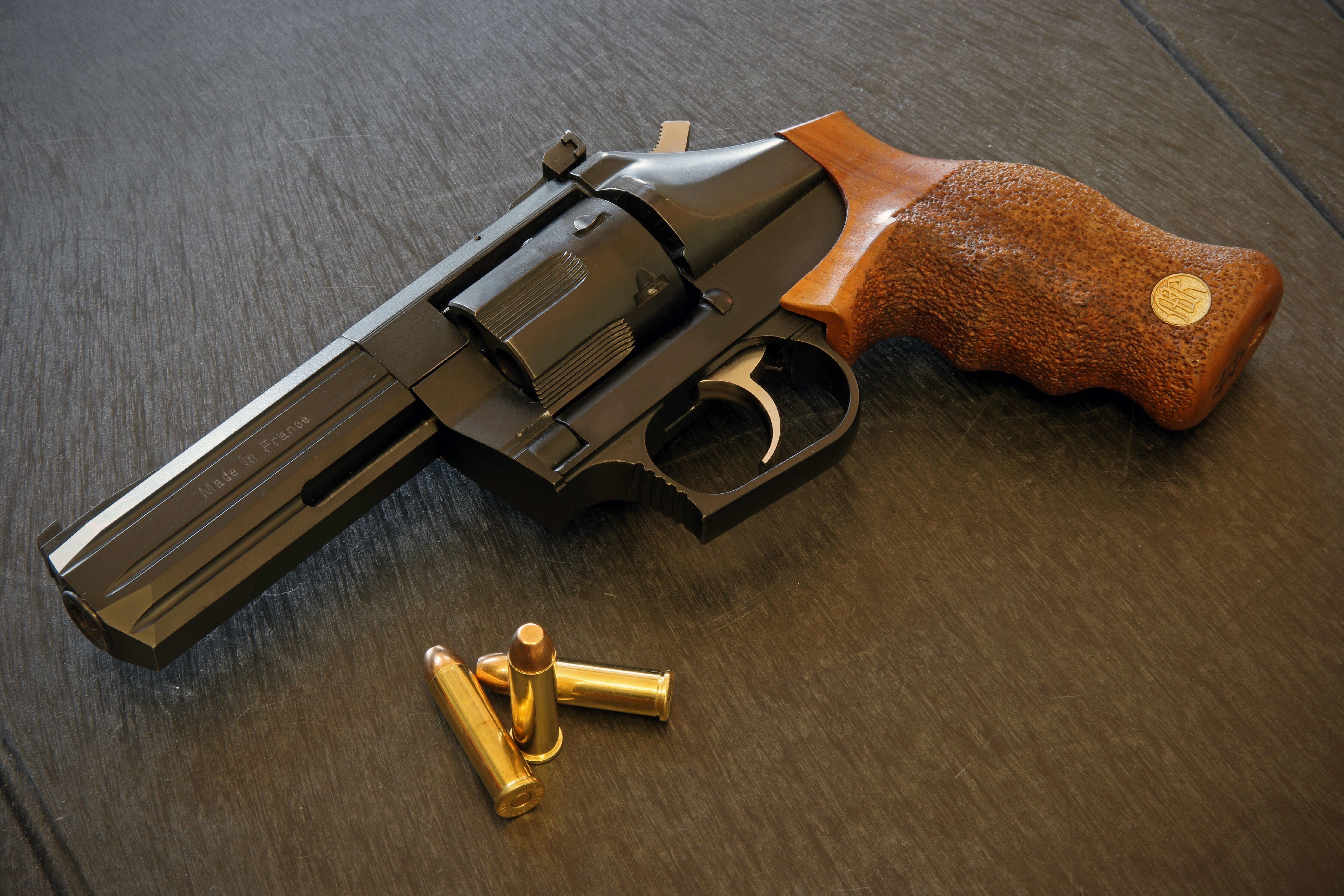
Les MR96 en 357 Magnum ont le même aspect externe que le MR 93 (ci-dessus).

Le Manurhin MR 96 est  un revolver fabriqué par la firme Manurhin dans les années 1990. Il s'agit d'une version améliorée du MR 93.

## Présentation
Le MR 96 est une version améliorée du Manurhin MR 93 (M 93). Ce revolver conçu pour la Défense personnelle ou le tir sportif a été commercialisé en 1996. Son échec commercial, faisant suite à celui du MR 93, ont entraîné la décision de Manurhin d'abandonner la fabrication des armes pour se recentrer vers son activité historique, la fabrication de machines.